# A Baleár-szigetek zászlaja
A Baleár-szigetek zászlaja hasonlít Mallorca királyságának 1312-ben elfogadott zászlajához. A csíkok megegyeznek az Aragónia zászlaján szereplőkkel, jelezve, hogy a Baleár-szigetek 1228 óta Aragóniához tartoznak. A bal felső sarokban Almoraima vára látható.
A zászló arányai: 2:3. 1983. február 25-én fogadták el.